# Zoraida di Granata
 Zoraida di Granata  ist eine Opera seria in zwei Akten von Gaetano Donizetti. Die Uraufführung fand am 28. Januar 1822 im Teatro Argentina in Rom statt.
Die Zoraida ist nach dem Werkverzeichnis Donizettis neuntes Werk und das fünfte, das aufgeführt wurde. Er hatte es zu dieser Zeit schwer sich durchzusetzen, weil sich die Aufmerksamkeit des Opernpublikums fast ausschließlich auf Gioachino Rossini und seine Erfolge richtete.

## Der Auftrag
Im Frühjahr 1821 wandte sich der für die römischen Theater zuständige Impresario Giovanni Paterni für eine neue Oper an Simon Mayr, der in Donizettis Jugendzeit neun Jahre lang dessen Lehrer gewesen war.
Mayr empfahl vermutlich seinen Lieblingsschüler Donizetti für den Auftrag und betonte dessen Fähigkeiten. Für den jungen Komponisten war es eine Gelegenheit, die er sich nicht entgehen lassen konnts, zumal ihm erstklassische Sänger zur Verfügung standen, an der Spitze der bekannte Tenor aus Bergamo Domenico Donzelli und die Sopranistin Maria Ester Mombelli.

## Handlung

### Erster Akt
Granada wird wieder einmal von den Spaniern belagert. Der maurische Herrscher Almuzir begehrt Zoraida, die Tochter des früheren Königs, den er gestürzt hat. Aber Zoraida ist vergeben an seinen General Abenamet, den Herrscher der Abencerragen. Um die beiden zu trennen, lässt Almuzir seinen Rivalen ins Gefängnis werfen. Aber die Anhänger des beliebten Abenamet lassen ihren Anführer nicht im Stich. Dieser soll seiner Liebe zu Zoraida abschwören, andernfalls würde er hingerichtet. Die Spanier rebellieren, und das maurische Militär will ohne ihren General nicht in die Schlacht ziehen. Widerwillig lässt der Herrscher seinen Rivalen frei und überreicht ihm die Fahne, mit der Abenamet in die Schlacht ziehen soll. Der Sieg gehört den Mauren, aber die Fahne ist verschwunden. Abenamet wird wieder ins Gefängnis geworfen, denn auf Verlust der Fahne steht die Todesstrafe.

### Zweiter Akt
Zoraida ist bereit, Almuzir zu heiraten, denn dadurch könnte sie Abenamets Leben retten. Dieser hat nur noch einen Wunsch: Er möchte noch ein einziges Mal die Geliebte sehen und sich dann das Leben nehmen.
Die beiden treffen sich nachts im Garten der Alhambra und Zoraida gelingt es, ihm seinen törichten Wunsch auszureden. Aber Aly, ein Offizier Almuzirs, entdeckt die beiden und Zoraida wird wegen Beihilfe zur Flucht angeklagt und zum Tod verurteilt. Ihre einzige Chance: Wenn ein Freiwilliger siegreich für sie kämpft, soll ihr das Leben geschenkt werden. Ein geheimnisvoller Ritter erscheint mit verdecktem Visier und der Fahne. Er verwundet den heimtückischen Aly, der mit Wissen Almuzirs die maurische Flagge ins Lager der Spanier geschmuggelt hat, um danach Abenamet für den Verlust anzuklagen. Das Volk reagiert empört.
Abenamet gibt sich als der geheimnisvolle Ritter zu erkennen und verteidigt Almuzir gegen das wütende Volk. Die einstigen Freunde versöhnen sich und Zoraida gehört jetzt endgültig zu Abenamet.

## Das Libretto
Das Libretto basiert auf Jean-Pierre Claris de Florians Text Gonzalve de Cordoue, ou Granade recquise aus dem Jahr 1793. Die Geschichte war Ausgangslage für mehrere Libretti, unter anderen auch für Donizettis Alahor in Granata. Heute wird es in der Bibliothek der Princeton University aufbewahrt.
Die ursprüngliche Version stammt von Bartolomeo Merelli, der schon zwei frühere Libretti für Donizetti geschrieben hatte. Die Handlung für Zoraida hatte Merelli einem Libretto von Luigi Romanelli entnommen, das er 1805 für die Oper Abenamet und Zoraide geschrieben hatte; die Musik stammte von Giuseppe Nicolini. Bekannt wurde Merelli später als Chef der Mailänder Scala zwischen 1829 und 1850. Seinen größten Beitrag für die italienische Oper leistete er, als er 1841 den jungen Giuseppe Verdi dazu überredete, Temistocle Soleras Libretto von Nabucco zu vertonen, als Verdi, verzweifelt über den Tod seiner Frau und zwei seiner Kinder und das Scheitern seiner Oper Un giorno di regno, beschlossen hatte, die Musik aufzugeben.

## Aufführungen

### Uraufführung
Die Premiere entstand unter schwierigen Bedingungen. Dem jungen Tenor Amerigo Sbigoli, der für die Rolle des Abenamet vorgesehen war, platzte am 2. Januar während einer Aufführung von Giovanni Pacinis Cesare in Egitto vor lauter Anstrengung ein Blutgefäß in seinem Hals und er starb kurz darauf. Da kein Ersatz zur Verfügung stand, der als Tenor die anspruchsvolle Rolle des Abenamet singen könnte, schrieb sie Donizetti für Altistin Adelaide Mazzanti hastig neu, wobei er einige für Tenor geschriebene Elemente weglassen musste.
Die Uraufführung fand am 28. Januar 1822 im Teatro Argentina in Rom statt. Es sangen Adelaide Mazzanti (Abenamet), Gaetano Rambaldi (Almanzor), Domenico Donzelli (Almuzir) und Maria Ester Mombelli (Zoraida). Trotz aller Schwierigkeiten wurde die Aufführung ein Erfolg, auch die Presse äußerte sich positiv und bezeichnete Donizetti als neue und glückliche Hoffnung.

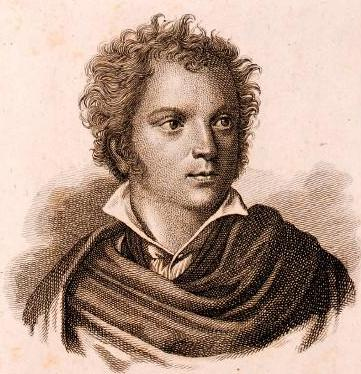
Domenico Donzelli als Almuzir
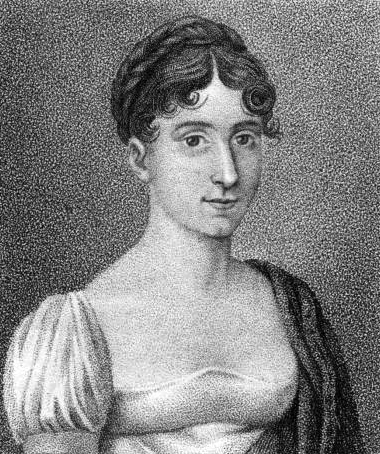
Maria Ester Mombelli als Zoraida

### 7. Februar 1824
Die Oper wurde zwei Jahre später wieder in Rom im selben Theater nach einer Überarbeitung von Libretto und Musik wieder aufgenommen. Donizetti hatte Etliches nachkomponiert, für die Rolle der Zoraida konnte er die gefeierte Sopranistin Luigia Boccabadati gewinnen, die Umschreibung des Librettos stammt von Jacopo Ferretti. Der Erfolg der Erstaufführung wiederholte sich jedoch nicht.

### Lissabon 1825
1825 wurde Zoraida im Teatro Nacional de São Carlos von Lissabon noch einmal aufgeführt. Es sangen José Spech (Almuzir), Luiza Valesi (Zoraida), Luiz Ravaglia (Abenamet), Estevão Valesi (Aly), Maximo Carrara (Almanzor), Luiza Carrara (Ines).

## Diskografie
Es liegt nur eine einzige Einspielung vor: Opera Rara, 1998: Majella Cullagh, Bruce Ford, Academy of St Martin in the Fields, Leitung David Parry Die Aufnahme enthält Donizettis ursprüngliche Version für zwei Tenöre von 1822 sowie sechs weitere Stücke, die er für die Wiederaufnahme von 1824 geschrieben hatte.